# Passiflora exsudans
Passiflora exsudans es una especie fanerógama de la familia Passifloraceae.

## Clasificación y descripción de la especie
Planta herbácea trepadora, de 1 a 3 y a veces hasta 6 m de alto, hispídula, con pelos uncinados, varios tallos que parten de una raíz leñosa; tallo anguloso; estípulas semiovadas, de 6 a 10 mm de largo y 2.5 mm de ancho, peciolos de 1 a 6 cm de largo, provistos de un par de glándulas por lo común sésiles o subsésiles, de 2 a 3.5 mm de diámetro, hojas ovadas en contorno general, de 3 a 12 cm de largo por aproximadamente otro tanto o un poco más de ancho, el borde entero a casi entero, trinervadas desde la base, glándulas de la lámina por lo general ausentes; flores solitarias o dispuestas por pares, pedúnculos de 0.5 a 2.5 cm de largo, brácteas por lo común 3, de 3 a 6 mm de largo; flores blanquecinas, amarillentas o verdosas, de 1.8 a 3(3.5) cm de diámetro; sépalos ovado-lanceolados, verdosos e hispídulos por fuera, blanquecino-amarillentos y glabros por dentro, de 1 a 1.6 cm de largo y 5 a 9 mm de ancho; pétalos blancos, ovados, de 5 a 9 mm de largo y 3 a 5 mm de ancho; paracorola formada por una sola serie de filamentos lineares a filiformes, blancos con 3 o 4 bandas moradas, de 6 a 8(12) mm de largo; androginóforo de 3 a 6 mm de largo, la porción libre de los filamentos de 3 a 4 mm de largo, anteras de 3 a 4 mm de largo; ovario ampliamente elipsoide, glabro, estilos delgados, de 4 a 5 mm de largo, estigma de alrededor de 1 mm de diámetro; fruto ampliamente elipsoide a ampliamente obovoide, de color morado oscuro en la madurez, de 3 a 6 cm de largo y 25 a 35 mm de diámetro, sobre un estípite de 3 a 9 mm de largo; semillas obovoides, de 5 a 6 mm de largo por 4 a 5 mm de ancho y 3 a 3.5 mm de grosor, arilo rojo-anaranjado, insípido o más bien de sabor ácido.

## Distribución de la especie
Distribuida en el noreste y centro de México, en los estados de Coahuila, Nuevo León, Tamaulipas, Aguascalientes, San Luis Potosí, Guanajuato, Querétaro, Hidalgo, Jalisco, Michoacán, México, D.F., Morelia, Puebla, Tlaxcala, Veracruz, Guerrero y Oaxaca.

## Ambiente terrestre
Habita preferentemente en encinares y en bosques de pino-encino, en un gradiente altitudinal que va de los 1700 a los 2750 m s.n.m. Florece de mayo a septiembre y fructifica de junio a diciembre.

## Estado de conservación
No se encuentra bajo ningún estatus de protección.